# Gyrtona brunneomaculata
Gyrtona brunneomaculata là một loài bướm đêm trong họ Noctuidae.